# Ieguerukhai
Ieguerukhai - Егерухай (rus) - és un aül de la República d'Adiguèsia, a Rússia. Es troba a la vora esquerra del riu Labà, a 15 km al nord de Koixekhabl i a 50 km al nord-est de Maikop, la capital de la república.
Pertany a aquest municipi el khútor de Sókolov.